# Andrea Slováková
Andrea Slováková (* 17. ledna 1981 Zvolen) je slovenská režisérka, dokumentaristka, filmová teoretička a kurátorka žijící v České republice. Založila nakladatelství Nová beseda. V letech 2020 až 2024 byla děkankou FAMU.

## Život
Vystudovala mediální studia na Fakultě sociálních věd Univerzity Karlovy v Praze, kde obhájila rigorózní práci, a filmovou vědu na Filozofické fakultě Univerzity Karlovy, kde absolvovala postgraduální studium. Studovala dokumentární tvorbu na FAMU a strategický management na British Business School.

### Odborné působení
Je autorkou portrétu českého matematika Petra Vopěnky, kurátorkou experimentálních filmů Mezinárodního festivalu dokumentárních filmů Jihlava, a zakladatelkou nakladatelství Nová beseda. Byla ředitelkou Nakladatelství Akademie múzických umění v Praze, ředitelkou pro publikační činnost Mezinárodní festival dokumentárních filmů Jihlava, vedoucí komunikace festivalu Academia film Olomouc,[zdroj?] jednou z kurátorek portálu online distribuce dokumentů Doc Alliance Films, šéfredaktorkou a editorkou sborníku textů o dokumentárním filmu DO,[zdroj?] založila tréninkový workshop pro studenty filmové vědy a žurnalistiky Média a dokument.
Přednášela dějiny a metody dokumentárního filmu, dějiny experimentálního filmu a filmozofii na Masarykově univerzitě v Brně, kromě toho učila také na Filmové a televizní fakultě Akademie múzických umění v Praze, Vysoké škole múzických umění v Bratislavě, Katedře filmových studií Filozofické fakulty Univerzity Karlovy či Filozofické fakultě Univerzity Palackého v Olomouci. Je členkou redakční rady online periodika o dokumentárním filmu Dok.revue, které vychází také tištěné jako nepravidelná příloha týdeníku Respekt, filmového časopisu Iluminace, spolueditorkou rubriky Kinematografická filozofie v časopise Kino Ikon, expertkou Státního fondu kinematografie a členkou odborné komise slovenského Audiovizuálního fondu. Publikuje články o filmech a rozhovory s režiséry v různých filmových a kulturních časopisech (například Kino Ikon, Cinepur, A2, Kinečko). Je odbornou redaktorkou knih (Rozumět televizi (Lucie Králová), Filmové právo (Ivan David), Úvod do dokumentárního filmu (Bill Nichols), Co je nového v historii (Jakub Rákosník)) a v nakladatelstvích NAMU a Nová beseda k vydání připravila více než 90 knih o filmu, audiovizi, hudbě, divadle a tanci. V roce 2018 vydalo nakladatelství Větrné mlýny její debutovou básnickou sbírku Vně.
Od května 2020 byla děkankou FAMU. Jádrem její děkanské koncepce byl kontakt studentstva se světovou kinematografií - vyvinula a realizovala mentoringový program, v rámci kterého FAMU navštívili a pedagogicky působili filmaři a filmařky všech profesí, např. Béla Tarr, Bruno Dumont, Céline Sciamma, Agnes Godard, Yorgos Lanthimos, Michael Dudok De Witt, Ellis Freeman. Na FAMU založila v roce 2021 funkci ombudsmanky, což byla na českých univerzitách první pozice ombudsosoby pro studentstvo i zaměstnané osoby. První ombudsmankou FAMU byla Klára Šimáčková Laurenčíková. V jejím období byl založen portál famufilms.cz, kde jsou filmy FAMU online. Post děkanky zastávala do května 2024, kdy ji ve funkci vystřídal David Čeněk. V prosinci 2024 kandidovala na funkci rektorky Akademie múzických umění v Praze, v kandidatuře neuspěla a rektorkou byla poměrem hlasů 7:8 zvolená Ingeborg Radok Žádná.

## Filmová tvorba
Filmy Andrey Slovákové byly promítány na Mezinárodním filmovém festivalu v Marseille, Festivalu Audiovisual ressources v Paříži, Festivalu nového filmu a videa v Novém Bělehradě, Paris Festival for Different and Experimental cinema, Mezinárodním festivalu studentských filmů a videí při Pekingské filmové akademii, Mezinárodním festivalu dokumentárních filmů Ji.hlava, slovenském Febiofestu či MFF Art Filmu v Košicích, který uvedl i retrospektivu jejího díla. Její experimentální filmy distribuuje a mezinárodně ji zastupuje distribuční společnost V-tape.
- 2004: Loosova bedna
- 2004: Sábatův Tunel v příběhu barev
- 2006: Úmysl obohatit holý mechanistický svět
- 2006: Ukradeno (o slovech)
- 2007: Oblaka
- 2011: Nadohled
- 2015: Bytosti a aparáty (z cyklu Jednou nohou v absolutnu)
- 2016: Rekonstrukce průmyslu
- 2017: Libro de lectura español / Španělská čítanka: Harkaitz Cano[23]
- 2018: Jak se děje smysl: Letní filosofická škola (pro cyklus České televize Nedej se!)
- 2020: 500 plošin
- 2022: Slovenská čítanka: Zuska Kepplová

## Publikace
- DO: revue pro dokumentární film. Jihlava: JSAF. 2003-2008. ISBN 80-239-2711-6, 80-903513-1-X, 80-903513-5-2, 80-903513-8-7, 978-80-87150-01-6, 978-80-87150-04-7.
- Hoolboom, Mike (ed.): The Beauty Is Relentless: The Short Movies of Emily Vey Duke and Cooper Battersby. Toronto: Museum of Contemporary Canadian Art, 2012. ISBN 9780968211557. (kapitola)
- Co je nového ve filmové vědě. Praha: Nová beseda, 2017. 78 s. ISBN 978-80-906751-1-7.
- Martin Čihák a kol.: Distanční montáž Artavazda Pelešjana. Praha: Nakladatelství AMU. ISBN 978-80-7331-423-1. (kapitola)
- Vně. Brno: Větrné mlýny, 2018. 92 s. ISBN 978-80-7443-301-6
- Esej Nové besedy. Čemu věřit. Praha: Nová beseda, 2020. ISBN 978-80-907490-0-9 (kapitola)
- Aida Vallejo, Ezra Winton (eds): Documentary Film Festivals Vol. 2, Changes, Challenges, Professional Perspectives. Palgrave Macmillan, 2020. ISBN-10.3030173232. (kapitola)
- Jak se dělá dokument. Praha: Nová beseda, 2022. ISBN 978-80-88383-33-8 (Editorka spolu s Peterem Kerekesem)